# Visočka Ržana
Visočka Ržana (en serbe cyrillique : Височка Ржана) est un village de Serbie situé dans la municipalité de Pirot, district de Pirot. Au recensement de 2011, il comptait 32 habitants.
Visočka Ržana est située au confluent de la Visočica et de la Dojkinička reka.

## Démographie
| 1948 | 1953 | 1961 | 1971 | 1981 | 1991 | 2002 | 2011 |
| ---- | ---- | ---- | ---- | ---- | ---- | ---- | ---- |
| 561  | 580  | 516  | 301  | 144  | 101  | 54   | 32   |

|  |